# Franc Ksaver Meško
Franc Ksaver Meško, slovenski rimskokatoliški duhovnik in pisatelj, * 28. oktober 1874, Gornji Ključarovci, Avstro-Ogrska, † 11. januar 1964, Slovenj Gradec, Jugoslavija.

## Življenjska pot
Bil je sin kmečkih staršev Antona Meška in njegove žene Marije (rojena Obran).

### Duhovniške postaje
Ksaver Meško je študiral bogoslovje in bil posvečen v mašnika 19. julija 1898 v Celovcu. Postal je kaplan in župnik v različnih krajih na Koroškem. Kot kaplan je služboval v Škocjanu v Podjuni, v Žabnicah in od tam na Svetih Višarjah, kot provizor v Knezovi, Grebinjskem Kloštru in pri Št. Danijelu nad Prevaljami. Tam je postal župnik, od tam se je preselil v župnijo Marija na Zilji, kot begunec po prvi svetovni vojni je bil na Brezjah; za eno leto je šel nato za administratorja na Tinje. Leta 1921 pa se je naselil pri Sv. Roku na Selah, kjer je živel vse do druge svetovne vojne. Po končani drugi svetovni vojni se je zopet naselil na Selah.

### Preganjanja med prvo in drugo svetovno vojno
Od 26. aprila 1941 do 15. junija 1945 je bil Meško znova begunec v Bosni (kjer je bil priča četniške ugrabitve drinskih mučenk) in na Hrvaškem, nato pa prebival v Stični. 
Zaradi narodne zavednosti so ga ob koncu I. svetovne vojne preganjale že avstrijske, med II. svetovno vojno pa tudi nemške okupacijske oblasti.

### Smrt in pogreb
V noči od sobote na nedeljo, 11. januarja 1964, je Meško v slovenjgraški bolnici umrl za gangreno in trombozo.  Ksaver Meško je v svoji oporoki izrazil željo, da naj ga pokopljejo v njegovi župniji na Selah. Pokopali so ga 15. januarja 1964.

## Pesnik in pisatelj
Meško je pisal pesmi, povesti, romane, novele, črtice, drame in mladinske pripovedi. 
„Poleg lirike in dramatike je pisal (torej) Meško prozo, in to najbolj zavzeto in najvneteje. Svoje mesto si je pridobil v našem slovstvu predvsem in najbolj zaradi svoje proze.” 
V njegovem delu prevladuje katoliška miselnost z močnimi narodno prebudnimi poudarki. Slogovno je nanj vplival Cankar.

### Dela
Pripovedna:
- Kam plovemo, Tiskovna zadruga, Ljubljana, 1927, (COBISS),
- Na Poljani, Slovenska Matica, Ljubljana, 1907, (COBISS),
- Ob tihih večerih, I. Kleinmayr & F. Bamberg, Ljubljana, 1904, (COBISS),
- Mir božji, I. Kleinmayr & F. Bamberg, Ljubljana, 1906, (COBISS).

Drama:
- Mati, Katoliška bukvarna, Ljubljana, 1914, (COBISS).

Mladinska:
- Mladim srcem, šest zvezkov, Družba sv. Mohorja / Mohorjeva družba, Celje / Prevalje / Celovec, 1911, 1914, 1922, 1940, 1951, 1964.
- Legende o sv. Frančišku, Mohorjeva družba, Celje 1975. Objavljeno prvič v Dom in svet 1917 in 1919; nato Družba sv. Mohorja, Gorica 1927; naslednje leto Maribor 1928.

Izbrano delo
- Izbrano delo, Mohorjeva družba, Celje 1954-1960.

### Dela kronološko
- Slike in povesti (1898)
- Ob tihih večerih (1904)
- Mir božji (1906)
- Na Poljani (1907)
- Na smrt obsojeni? (Drama v treh dejanjih) (1908)
- Črna smrt (1911)
- Mladim srcem I (1911)
- Mladim srcem II (1914)
- Povesti in slike (1914)
- Mati (Drama v treh dejanjih) (1914)
- Dve sliki (1916)
- Njiva (1916)
- Slike (1918)
- Mladim srcem III (1922)
- Volk spokornik in druge povesti za mladino (1922)
- Naše življenje (1922)
- Listki (1924)
- Našim malim (1925)
- Mladini (1927)
- Legende o svetem Frančišku (1927)
- Kam ploveme (1927)
- Črtice (1931)
- Henrik, gobavi vitez (Igra v štirih dejanjih) (1934)
- Pasijon (Pasijon v sedmih skrivnostih in treh dejanjih) (1936)
- Pri Hrastovih. (Drama v treh dejanjih) (1939)
- Mladim srcem IV (1940)
- Dela 1 (1940)
- Pridige (1944)
- Iz srca in sveta (1945)
- Novele (1946)
- Romance in povesti (1948)
- V koroških gorah. Novele (1950)
- Požgana Radovna in druge zgodbe (1950)
- Mladim srcem V (1951)
- Izbrano delo I-VI (1954-1960)
- V kresni noči (1957)
- Poljančev Cencek in druge zgodbe za mladino (1957)
- Duhovnik s svojim Bogom (1960)
- Mladim srcem VI (1964)

### Knjige z Meškovimi deli in o Mešku
- Izbrano delo, Mohorjeva družba, Celje 1954-1960.
- Anto Baković: Drinske mučenice, Vlastita svjedočanstva, Svjedočanstva očividaca, Dokumenti, Založnik Anto Baković, Sarajevo 1990.

## Odlikovanja
Cerkvena oblast ga je odlikovala z več odlikovanji: 
Leta 1924 je postal duhovni svetovalec, leta 1934 ga je papež Pij XI. imenoval za monsignorja, od leta 1933 je vodil kot dekan dekanijo Stari trg vse do leta 1962, leta 1948 je postal častni kanonik mariborske škofije.
Svetna oblast je tudi odlikovala pisatelja Meška.
Leta 1924 je slovenjgraški mestni svet razglasil Ksaverja Meška za častnega občana mesta Slovenj Gradec, mestna čitalnica pa za častnega člana. V Slovenj Gradcu so leta 1930 preimenovali Cerkveno ulico v Meškovo ulico. Mestna knjižnica je leta 1974 splošnemu imenu dodala še njegovo ime – Knjižnica Ksaverja Meška Slovenj Gradec. Leta 1984 je kipar Rade Nikolič izdelal Meškov doprsni kip; portret so ob 120-letnici njegovega rojstva in 30-letnici smrti postavili pred špitalsko cerkvijo Sv. Duha v Slovenj Gradcu.

## Film
"Tihi večeri" je naslov igrano-dokumentarnega filma režiserja Davida Sipoša o življenju Franca Ksaverja Meška, ki je nastal v produkciji Studia Siposh leta 2020. Pred tem je izšel tudi kratki film po motivih pisatelja Meška "Onkraj poljan".